# 2738 Viracocha
2738 Viracocha је астероид главног астероидног појаса са средњом удаљеношћу од Сунца која износи 2,719 астрономских јединица (АЈ).
Апсолутна магнитуда астероида је 12,2.